# Bataille de Watigaon
première guerre anglo-birmane (1823-1826)
La bataille de Watigaon ou de Watti-Goon est livrée le 15 novembre 1825 pendant la première guerre anglo-birmane (1823-1826) . Elle oppose une armée anglo-indienne sous les ordres du colonel McDowgal  aux forces birmanes de Maha Nemyo. Les Britanniques sont battus par les Birmans et le colonel McDowgal tué dans les combats.

## Sources
- Ian Hernon (trad. de l'anglais), Britain's forgotten war colonial campaigns of the 19th century, Stroud, Sutton, 2003, 756 p. (ISBN 978-0-7509-3162-5)
- (en) George Bruce, The Paladin dictionary of battles, Londres, Paladin, 1986, 356 p. (ISBN 978-0-586-08529-5)